# Sinal de alarme

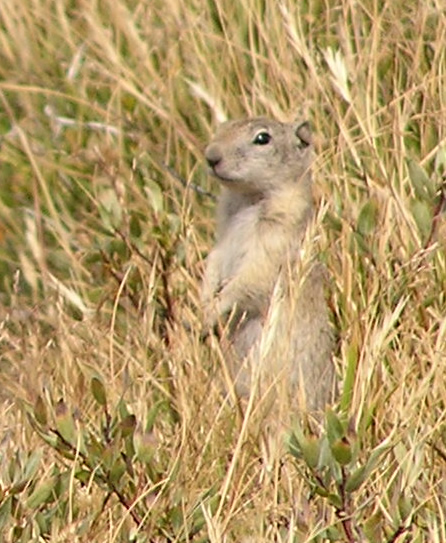
Chamadas de alarme foram estudadas em várias espécies, como o esquilo Urocitellus beldingi.

Na comunicação animal, um sinal de alarme é uma adaptação antipredador na forma de sinais emitidos por animais sociais em resposta a perigos. Muitos primatas e aves possuem chamadas de alarme elaboradas para alertar outros indivíduos sobre a aproximação de predadores. Por exemplo, a chamada de alarme do melro-preto é um som familiar em muitos jardins. Outros animais, como peixes e insetos, podem usar sinais não auditivos, como mensagens químicas. Sinais visuais, como os flashes brancos da cauda de muitos cervos, foram sugeridos como sinais de alarme; eles são menos propensos a serem recebidos por congêneres, sendo, portanto, tratados como um sinal dirigido ao predador.
Diferentes chamadas de alarme podem ser usadas para predadores no solo ou no ar. Frequentemente os animais conseguem identificar qual membro do grupo está emitindo a chamada, permitindo que desconsiderem aquelas de menor confiabilidade.
Evidentemente, os sinais de alarme promovem a sobrevivência ao permitir que os receptores do alarme escapem da fonte de perigo, isso pode evoluir por seleção de parentesco, presumindo que os receptores sejam relacionados ao emissor. No entanto, as chamadas de alarme podem aumentar a aptidão individual, por exemplo, ao informar ao predador que foi detectado. As chamadas de alarme são frequentemente sons de alta frequência, pois esses sons são mais difíceis de localizar.

## Vantagem seletiva
O tradeoff de custo/benefício do comportamento de chamada de alarme tem gerado muitos debates interessantes entre biólogos evolucionistas que buscam explicar a ocorrência de um comportamento aparentemente "autossacrificante". A questão central é: "Se o propósito final de qualquer comportamento animal é maximizar as chances de que os genes de um organismo sejam transmitidos, com máxima prolificidade, para futuras gerações, por que um indivíduo arriscaria deliberadamente se destruir (seu genoma inteiro) para salvar outros (outros genomas)?".

### Altruísmo
Alguns cientistas usaram as evidências do comportamento de chamada de alarme para desafiar a teoria de que "a evolução atua apenas/primariamente no nível do gene e do 'interesse' do gene em se perpetuar nas futuras gerações". Se a chamada de alarme é verdadeiramente um exemplo de altruísmo, então a compreensão humana da seleção natural se torna mais complicada do que simplesmente "sobrevivência do gene mais apto".
Outros pesquisadores, geralmente aqueles que apoiam a teoria do gene egoísta, questionam a autenticidade desse comportamento "altruísta". Por exemplo, foi observado que os macacos-vervet às vezes emitem chamadas na presença de um predador, e às vezes não. Estudos mostram que esses macacos podem chamar com mais frequência quando estão cercados por seus próprios filhotes e por outros parentes que compartilham muitos de seus genes. Outros pesquisadores demonstraram que algumas formas de chamadas de alarme, como os "assobios de predador aéreo" produzidos por esquilos-da-terra-de-Belding, não aumentam as chances de que o emissor seja comido por um predador; a chamada de alarme é vantajosa tanto para o emissor quanto para o receptor, ao assustar e afastar o predador.

### Sinalização dirigida ao predador
Outra teoria sugere que os sinais de alarme funcionam para atrair mais predadores, que competem pela presa, dando a ela uma melhor chance de escapar. Outros ainda sugerem que eles são um dissuasor para predadores, comunicando a vigilância da presa ao predador. Um caso é o caimão-comum (Porphyrio porphyrio), que exibe movimentos visuais conspícuos da cauda (ver também aposematismo, princípio da desvantagem e "stotting [en]").

#### Pesquisas futuras
Esforços consideráveis de pesquisa continuam sendo direcionados ao propósito e às ramificações do comportamento de chamada de alarme, pois, na medida em que essas pesquisas podem comentar sobre a ocorrência ou não de comportamento altruísta, esses achados podem ser aplicados à compreensão do altruísmo no comportamento humano.

## Macacos com chamadas de alarme

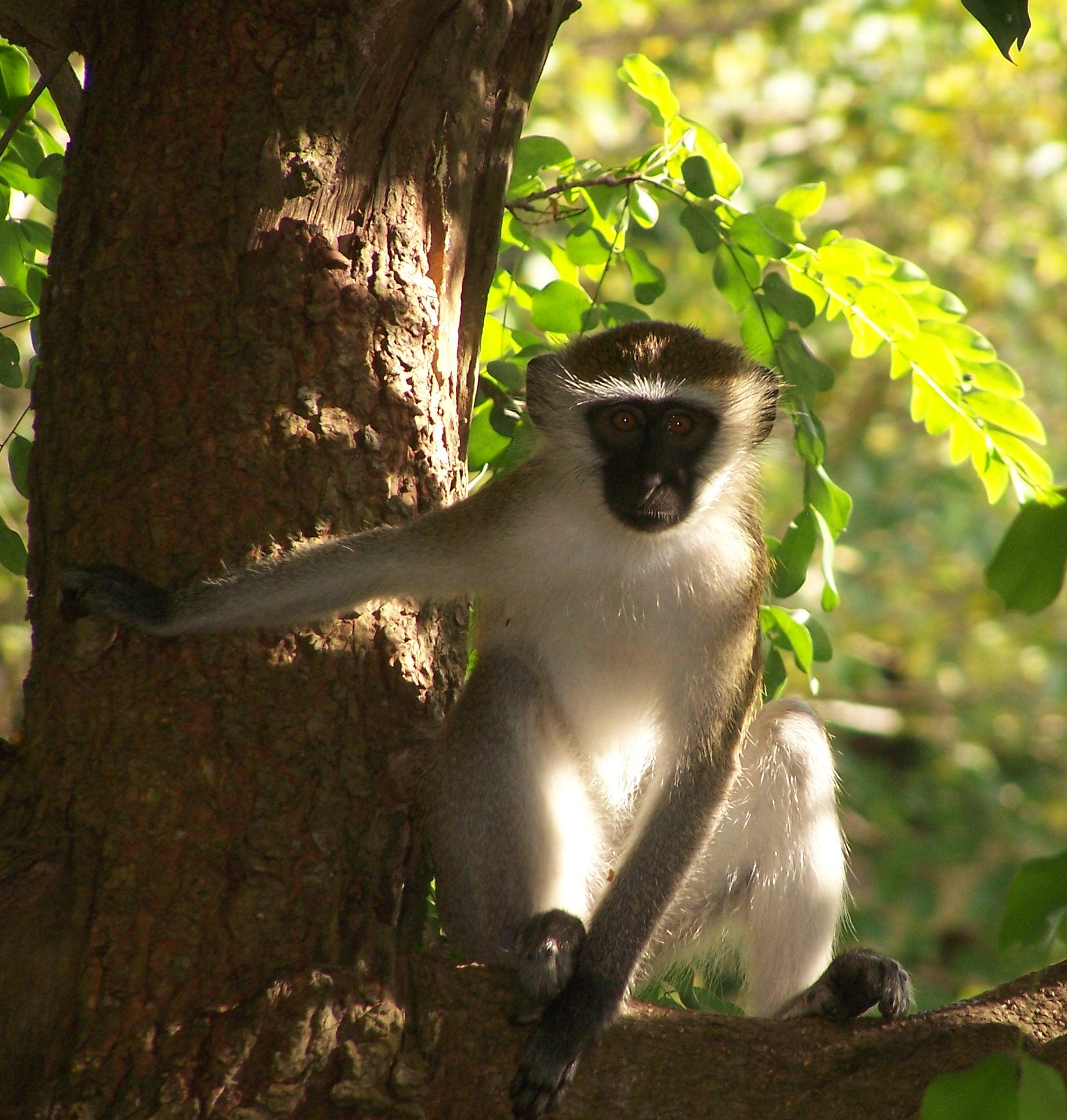
Macaco-vervet (Chlorocebus pygerythrus) em Dar es Salaam, Tanzânia.

### Macacos-vervet
Os macacos-vervet (Chlorocebus pygerythrus) estão entre os macacos mais estudados em relação à vocalização e chamadas de alarme entre os primatas não humanos. Eles são mais conhecidos por emitirem chamadas de alarme na presença de seus predadores mais comuns (leopardos, águias e serpentes). As chamadas de alarme dos macacos-vervet são consideradas arbitrárias em relação ao predador que significam, no sentido de que, embora as chamadas possam ser distintas para a ameaça percebida pelos macacos, elas não imitam os sons reais do predador – é como gritar "Perigo!" ao ver um cão bravo, em vez de imitar latidos. Esse tipo de chamada de alarme é visto como o exemplo mais antigo de comunicação simbólica (a relação entre significante e significado é arbitrária e puramente convencional) em primatas não humanos.
No entanto, há muito debate sobre se as chamadas de alarme dos macacos-vervet são realmente "palavras" no sentido de manipular sons intencionalmente para comunicar significados específicos ou são sons não intencionais emitidos ao interagir com um estímulo externo. Como crianças pequenas que não conseguem comunicar palavras efetivamente e produzem sons aleatórios quando brincam ou são estimuladas por algo em seu ambiente imediato. À medida que as crianças crescem e aprendem a se comunicar, os sons que produzem são muito amplos em relação ao ambiente. Elas começam a reconhecer coisas no ambiente, mas há mais coisas do que palavras ou sons conhecidos, então um som pode referenciar várias coisas. À medida que as crianças envelhecem, elas conseguem especificar mais os sons e palavras em relação às coisas no ambiente. Pensa-se que, à medida que os macacos-vervet envelhecem, eles conseguem aprender e dividir categorias amplas em subcategorias mais específicas para um contexto particular.
Em um experimento conduzido pela Dra. Tabitha Price, foi usado um software personalizado para coletar os sons acústicos de macacos-vervet machos e fêmeas da África Oriental e machos da África do Sul. O objetivo do experimento era coletar os sons acústicos desses macacos quando estimulados pela presença de serpentes (principalmente pítons), aves de rapina, animais terrestres (principalmente leopardos) e agressão. Em seguida, determinar se as chamadas podiam ser distinguidas com um contexto conhecido. O experimento concluiu que, embora os macacos-vervet fossem capazes de categorizar diferentes predadores e membros de diferentes grupos sociais, sua capacidade de comunicar ameaças específicas não foi comprovada. Os chilros e latidos que os macacos-vervet emitem quando uma águia se aproxima são os mesmos chilros e latidos produzidos em momentos de alta excitação. Da mesma forma, os latidos emitidos para leopardos são os mesmos produzidos durante interações agressivas. O ambiente em que vivem é complexo demais para sua capacidade de comunicar especificamente sobre tudo em seu ambiente.
Em um experimento conduzido pela Dra. Julia Fischer, um drone foi sobrevoado sobre macacos-vervet, e os sons produzidos foram gravados. Os macacos-vervet emitiram chamadas de alarme quase idênticas às chamadas para águias dos vervets da África Oriental. Quando uma gravação do som do drone foi reproduzida alguns dias depois para um macaco que estava sozinho e afastado do grupo principal, ele olhou para cima e escaneou o céu. A Dra. Fischer concluiu que os macacos-vervet podem ser expostos a uma nova ameaça uma vez e compreender seu significado.
Ainda é debatido se os macacos-vervet estão realmente cientes do que as chamadas de alarme significam. Um lado do argumento é que os macacos emitem chamadas de alarme porque estão simplesmente excitados. O outro lado é que as chamadas de alarme criam uma representação mental de predadores nas mentes dos ouvintes. O argumento intermediário comum é que eles emitem chamadas de alarme porque desejam que outros exibam uma certa resposta, não necessariamente porque querem que o grupo pense que há uma ameaça específica por perto. Em última análise, não há evidências suficientes para determinar se as chamadas estão apenas identificando uma ameaça ou pedindo uma ação específica devido à ameaça.

### Macacos-de-Campbell
Os macacos-de-Campbell (Cercopithecus campbelli) também geram chamadas de alarme, mas de maneira diferente dos macacos-vervet. Em vez de terem chamadas distintas para cada predador, os macacos-de-Campbell possuem dois tipos distintos de chamadas que contêm diferentes vocalizações em um contínuo acústico de afixos que alteram o significado. Sugere-se que isso seja uma homologia à morfologia humana. Da mesma forma, o saguim-cabeça-de-algodão é capaz de usar uma gama vocal limitada de chamadas de alarme para distinguir entre predadores aéreos e terrestres. Tanto o macaco-de-Campbell quanto o saguim-cabeça-de-algodão demonstraram habilidades semelhantes à capacidade dos macacos-vervet de distinguir a provável direção da predação e respostas apropriadas. O fato de essas três espécies usarem vocalizações para alertar outros sobre perigos foi considerado por alguns como prova de proto-linguagem em primatas. No entanto, há evidências de que esse comportamento não se refere aos predadores em si, mas à ameaça, distinguindo chamadas de palavras.

### Macaco-de-Gibraltar
Outra espécie que exibe chamadas de alarme é o macaco-de-Gibraltar (Macaca sylvanus). Mães de macacos-de-Gibraltar são capazes de reconhecer as chamadas de seus próprios filhotes e agir de acordo.

### Macacos-de-Diana

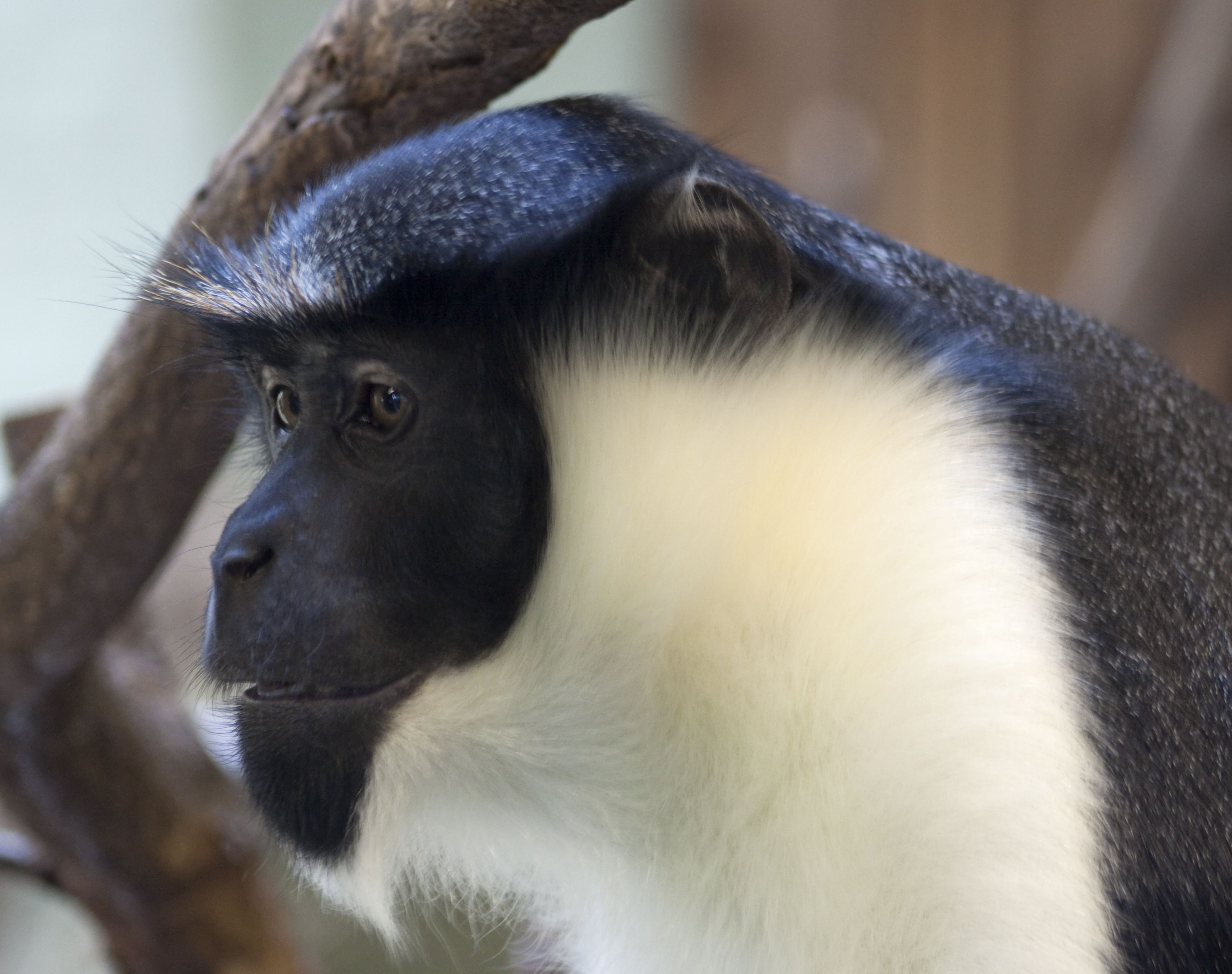
Macacos-de-Diana produzem chamadas de alarme que variam conforme o emissor, tipo de ameaça e habitat.

Os macacos-de-diana (Cercopithecus diana) também produzem sinais de alarme. Machos adultos respondem às chamadas uns dos outros, mostrando que o chamado pode ser contagioso. Suas chamadas variam com base no sexo do emissor, tipo de ameaça, habitat e experiência ontogenética ou de vida com predadores.
Os macacos-de-diana emitem chamadas de alarme diferentes devido ao seu sexo. As chamadas de alarme dos machos são usadas principalmente para defesa de recursos, competição macho-macho e comunicação entre grupos de congêneres. As chamadas de alarme das fêmeas são usadas principalmente para comunicação dentro de grupos de congêneres para evitar predação.
As chamadas de alarme também são específicas para predadores. No Parque Nacional de Taï, na Costa do Marfim, os macacos-de-diana são predados por leopardos, águias e chimpanzés, mas emitem chamadas de alarme apenas para leopardos e águias. Quando ameaçados por chimpanzés, eles adotam um comportamento silencioso e críptico; quando ameaçados por leopardos ou águias, emitem sinais de alarme específicos para predadores. Quando pesquisadores reproduzem gravações de chamadas de alarme produzidas por chimpanzés em resposta à predação por leopardos, cerca de 50% dos macacos-de-diana próximos mudam de uma resposta antipredador para chimpanzés para uma resposta antipredador para leopardos. A tendência de mudar respostas é especialmente proeminente entre populações de macacos-de-diana que vivem na área principal da comunidade de chimpanzés. Essa mudança na resposta antipredador sugere que os macacos interpretam as chamadas de alarme produzidas por chimpanzés, induzidas por leopardos, como evidência da presença de um leopardo. Quando as mesmas gravações de rugidos de leopardos são reproduzidas para esses macacos, suas reações confirmam que eles haviam antecipado a presença de um leopardo.  Existem três possíveis mecanismos cognitivos que explicam como os macacos-de-diana reconhecem as chamadas de alarme produzidas por chimpanzés, induzidas por leopardos, como evidência de um leopardo próximo: aprendizagem associativa, raciocínio causal ou um programa de aprendizagem especializado impulsionado por comportamento antipredador adaptativo necessário para a sobrevivência.
No Parque Nacional de Taï e na ilha de Tiwai, na Serra Leoa, marcadores acústicos específicos nas chamadas de alarme dos macacos-de-diana transmitem informações sobre o tipo de ameaça e a familiaridade do emissor para um receptor. No Parque Nacional de Taï, os machos respondem a sinais de alarme de águia com base no tipo de predador e na familiaridade do emissor. Quando o emissor é desconhecido para o receptor, a chamada de resposta é um chamado de alarme de águia 'padrão', caracterizado pela ausência de transição de frequência no início da chamada. Quando o emissor é familiar, a chamada de resposta é um chamado de alarme de águia atípico, caracterizado por uma transição de frequência no início, e a resposta é mais rápida do que para um emissor desconhecido. Na Ilha de Tiwai, os machos respondem de maneira oposta aos sinais de alarme de águia. Quando o emissor é familiar, a chamada de resposta é um chamado de alarme de águia 'padrão', sem transição de frequência no início. Quando o emissor é desconhecido, a chamada de resposta é um chamado de alarme de águia atípico, com uma transição de frequência no início.
As diferenças nas respostas das chamadas de alarme são devidas a diferenças no habitat. No Parque Nacional de Taï, há baixo risco de predação por águias, alta abundância de primatas, forte competição entre grupos e uma tendência para encontros entre grupos resultarem em altos níveis de agressão. Portanto, até mesmo machos familiares são uma ameaça, aos quais os machos respondem com agressão e um chamado de alarme de águia atípico. Apenas machos desconhecidos, que provavelmente são solitários e não ameaçadores, não recebem uma resposta agressiva e recebem apenas um chamado de alarme típico. Na Ilha de Tiwai, há alto risco de predação por águias, baixa abundância de primatas, uma tendência para encontros entre grupos resultarem em retiradas pacíficas, baixa competição por recursos e compartilhamento frequente de áreas de forrageamento. Portanto, há uma falta de agressão contra congêneres familiares, aos quais os receptores respondem com um chamado de águia 'padrão'. Há agressão apenas contra congêneres desconhecidos, aos quais os receptores respondem com um chamado atípico. Em resumo, uma resposta com um chamado de alarme de águia típico prioriza o risco de predação, enquanto uma resposta com um chamado de alarme atípico prioriza a agressão social.
Os macacos-de-diana também exibem uma predisposição para flexibilidade na variação acústica da composição das chamadas de alarme relacionada à experiência ontogenética ou de vida com predadores. No Parque Nacional de Taï e na ilha de Tiwai, os macacos têm uma predisposição para sinais de alarme específicos para ameaças. No Parque Nacional de Taï, os machos produzem três chamadas específicas para três ameaças: águias, leopardos e distúrbios gerais. Na Ilha de Tiwai, os machos produzem duas chamadas específicas para dois grupos de ameaças: águias, e leopardos ou distúrbios gerais. Estes últimos provavelmente são agrupados porque os leopardos não estão presentes na ilha há pelo menos 30 anos.
Outros primatas, como os macacos-de-nariz-branco, também têm dois principais conjuntos de chamadas de alarme específicas para predadores. Os sinais de alarme específicos para predadores diferem com base na composição da sequência de chamadas. Distúrbios gerais no Parque Nacional de Taï e tanto distúrbios gerais quanto leopardos na Ilha de Tiwai resultam em chamadas de alarme organizadas em sequências longas. Por outro lado, leopardos no Parque Nacional de Taï resultam em chamadas de alarme que normalmente começam com inalações sonoras seguidas por um pequeno número de chamadas. Essas diferenças na organização das chamadas de alarme entre habitats são devidas à experiência ontogenética; especificamente, a falta de experiência com leopardos na Ilha de Tiwai faz com que eles sejam classificados na mesma categoria de predadores que distúrbios gerais, e, consequentemente, os leopardos recebem o mesmo tipo de organização de chamada de alarme.

### Seleção sexual para sinais de alarme específicos para predadores
No gênero Cercopithecus, a seleção é responsável pela evolução de chamadas de alarme específicas para predadores a partir de chamadas sonoras. As chamadas sonoras viajam longas distâncias, maiores que o território de um grupo, e podem ser usadas como chamadas de alarme benéficas para alertar congêneres ou demonstrar sua percepção e deter um predador. Um espectrograma de uma chamada de um macho subadulto mostra que a chamada é uma composição de elementos de uma chamada de alarme feminina e uma chamada sonora masculina, sugerindo a transição da última para a primeira durante a puberdade e indicando que as chamadas de alarme deram origem às chamadas sonoras por meio de seleção sexual. Evidências de seleção sexual em chamadas sonoras incluem adaptações estruturais para comunicação de longo alcance, coincidência de chamadas sonoras com a maturidade sexual e dimorfismo sexual nas chamadas sonoras.

### Controvérsia sobre as propriedades semânticas das chamadas de alarme
Nem todos os estudiosos da comunicação animal aceitam a interpretação dos sinais de alarme em macacos como tendo propriedades semânticas ou transmitindo "informação". Porta-vozes proeminentes dessa visão oposta são Michael Owren e Drew Rendall, cujo trabalho sobre esse tema foi amplamente citado e debatido. A alternativa à interpretação semântica dos sinais de alarme de macacos, conforme sugerida nas obras citadas, é que a comunicação animal é primariamente uma questão de influência, em vez de informação, e que os sinais de alarme vocais são essencialmente expressões emocionais que influenciam os animais que os ouvem. Nessa visão, os macacos não designam predadores nomeando-os, mas podem reagir com diferentes graus de alarme vocal dependendo da natureza do predador e de sua proximidade ao ser detectado, bem como produzindo diferentes tipos de vocalização sob a influência do estado e movimento do macaco durante os diferentes tipos de fuga exigidos por diferentes predadores. Outros macacos podem aprender a usar essas pistas emocionais junto com o comportamento de fuga do emissor do alarme para ajudar a tomar uma boa decisão sobre a melhor rota de fuga para si mesmos, sem que tenha havido qualquer nomeação de predadores.

## Chimpanzés com chamadas de alarme

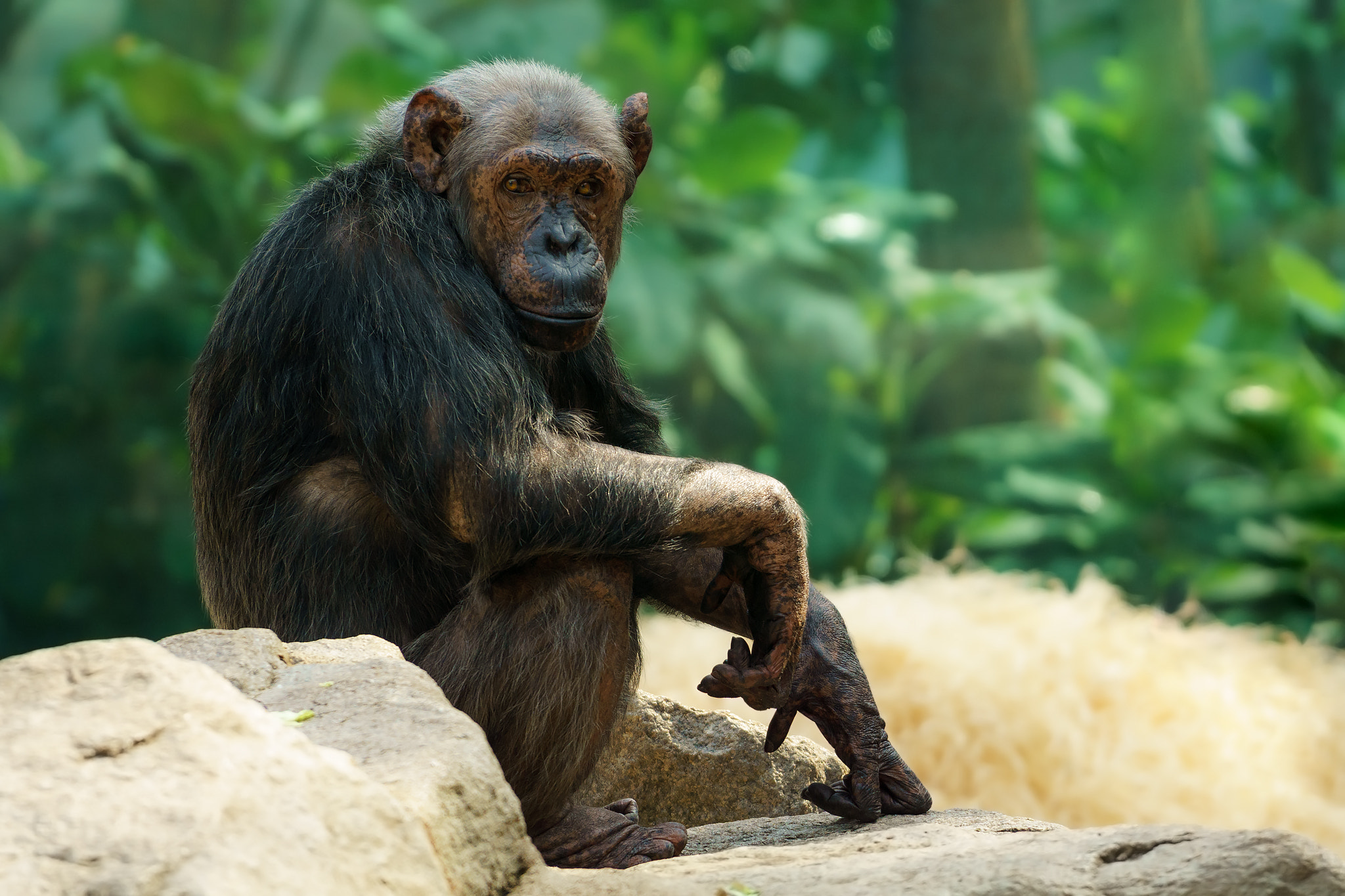
Chimpanzés produzem chamadas de alarme em resposta a ameaças.

Os chimpanzés emitem chamadas de alarme em resposta a predadores, como leopardos e serpentes. Eles produzem três tipos de chamadas de alarme: 'hoos' acusticamente variáveis, 'latidos' e 'gritos de SOS'. A sinalização de alarme é impactada pelo conhecimento do receptor e pela idade do emissor, pode ser acoplada ao monitoramento do receptor e é importante para a compreensão da evolução da comunicação em hominídeos.

### Conhecimento do receptor
A sinalização de alarme varia dependendo do conhecimento do receptor sobre uma determinada ameaça. Os chimpanzés são significativamente mais propensos a produzir uma chamada de alarme quando congêneres não estão cientes de uma ameaça potencial ou não estavam próximos quando uma chamada de alarme anterior foi emitida. Ao julgar se os congêneres estão desavisados de perigos potenciais, os chimpanzés não se baseiam apenas em pistas comportamentais, mas também avaliam os estados mentais do receptor e usam essa informação para direcionar a sinalização e o monitoramento. Em um experimento recente, chimpanzés emissores foram expostos a uma serpente falsa como predador e ouviram chamadas pré-gravadas de receptores. Alguns receptores emitiram chamadas relacionadas a serpentes, representando receptores com conhecimento do predador, enquanto outros emitiram chamadas não relacionadas a serpentes, representando receptores sem conhecimento do predador. Em resposta às chamadas não relacionadas a serpentes dos receptores, os emissores aumentaram sua sinalização vocal e não vocal e a combinaram com um monitoramento intensificado do receptor.

### Idade do emissor
A idade dos chimpanzés afeta a frequência da sinalização de alarme. Chimpanzés com mais de 80 meses de idade são mais propensos a produzir uma chamada de alarme do que aqueles com menos de 80 meses. Existem várias hipóteses para a ausência de chamadas de alarme em filhotes de zero a quatro anos de idade. A primeira hipótese é a falta de motivação para produzir chamadas de alarme devido à proximidade das mães, que minimizam a percepção de ameaça do filhote ou respondem à ameaça antes que o filhote possa fazê-lo. Os filhotes também podem ser mais propensos a usar chamadas de angústia para atrair a atenção da mãe, para que ela produza uma chamada de alarme. Os filhotes podem ainda não ter a capacidade física de produzir chamadas de alarme ou carecer da experiência necessária para classificar objetos desconhecidos como perigosos e dignos de um sinal de alarme. Portanto, a emissão de chamadas de alarme pode exigir níveis avançados de desenvolvimento, percepção, categorização e cognição social.
Outros fatores, como a excitação do emissor, a identidade do receptor ou o aumento do risco de predação por emitir chamadas, não têm um efeito significativo na frequência da produção de chamadas de alarme.

### Monitoramento do receptor
Embora os sinais de alarme possam ser combinados com o monitoramento do receptor, há uma falta de consenso sobre a definição, a idade de início e o propósito do monitoramento. Ele é definido como o uso de três alternâncias consecutivas de olhar, de uma ameaça para um congênere próximo e de volta à ameaça, ou como o uso de duas alternâncias de olhar. Além disso, enquanto alguns estudos relatam a alternância de olhar apenas a partir de juvenis tardios, outros estudos relatam a alternância de olhar em filhotes tão jovens quanto cinco meses de idade. Em filhotes e juvenis, pode ser um meio de referência social ou aprendizagem social por meio do qual chimpanzés mais jovens observam as reações de congêneres mais experientes para aprender sobre novas situações, como ameaças potenciais. Também foi proposto que seja um comportamento comunicativo ou simplesmente o resultado de mudanças de atenção entre diferentes elementos ambientais.

### Evolução da comunicação em hominídeos
A evolução da comunicação em hominídeos é evidente por meio das vocalizações 'hoo' e chamadas de alarme dos chimpanzés. Pesquisadores propõem que a comunicação evoluiu à medida que a seleção natural diversificou as vocalizações 'hoo' em 'hoos' dependentes do contexto para viagem, descanso e ameaças. A comunicação dependente do contexto é benéfica e provavelmente mantida pela seleção, pois facilita atividades cooperativas e coesão social entre emissores e receptores, o que pode aumentar a probabilidade de sobrevivência.
As chamadas de alarme em chimpanzés também apontam para a evolução da linguagem em hominídeos. Os emissores avaliam o conhecimento dos congêneres sobre ameaças, suprem sua necessidade de informação e, ao fazê-lo, usam pistas sociais e intencionalidade para informar a comunicação. Suprir uma lacuna de informação e incorporar pistas sociais e intencionalidade na comunicação são componentes da linguagem humana. Esses elementos compartilhados entre a comunicação de chimpanzés e humanos sugerem uma base evolutiva, provavelmente que o último ancestral comum entre humanos e chimpanzés também possuía essas habilidades linguísticas.

## Chamadas de alarme falsas

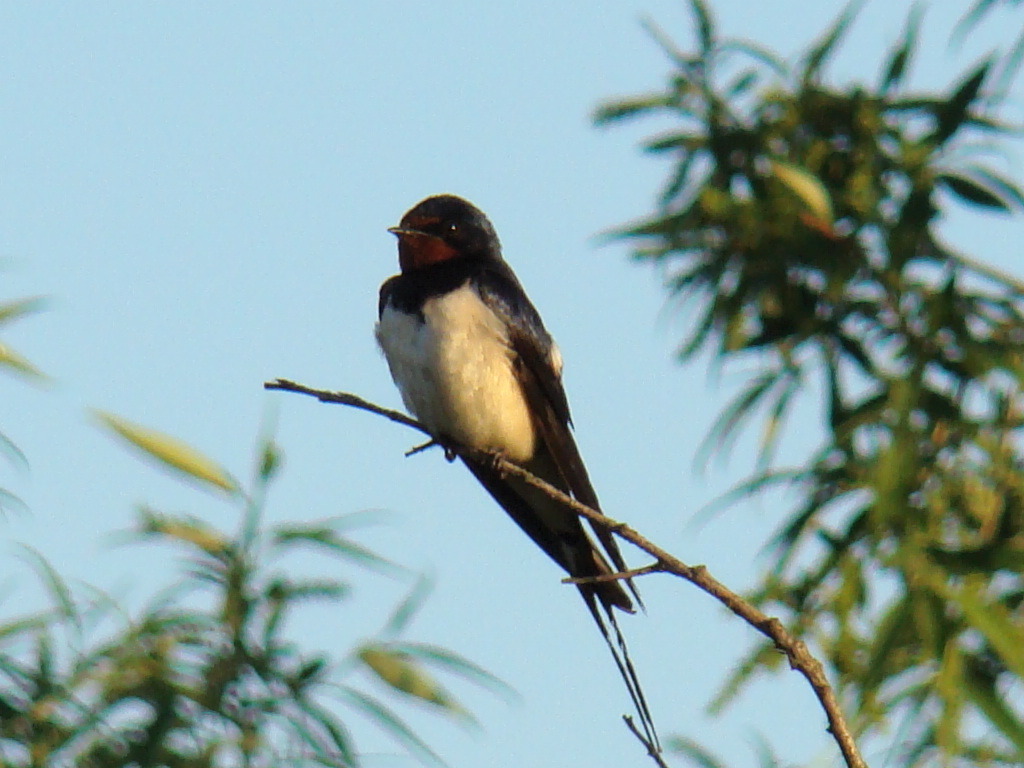
Vocalizações enganosas são emitidas por machos de andorinhas-das-chaminés (Hirundo rustica).

Chamadas de alarme enganosas são usadas, por exemplo, por machos de andorinhas-das-chaminés (Hirundo rustica). Os machos emitem essas chamadas de alarme falsas quando as fêmeas deixam a área do ninho durante a temporada de acasalamento, conseguindo assim interromper copulações extrapar. Como isso provavelmente é custoso para as fêmeas, pode ser visto como um exemplo de conflito sexual.
Chamadas de alarme falsas também são usadas por tordos para evitar competição intraespecífica. Ao emitir uma chamada de alarme falsa normalmente usada para alertar sobre predadores aéreos, eles podem assustar outras aves, permitindo que se alimentem sem perturbações.
Os macacos-vervet parecem ser capazes de entender o referente das chamadas de alarme, em vez de apenas suas propriedades acústicas, e se a chamada de alarme específica de outra espécie (para predadores terrestres ou aéreos, por exemplo) é usada incorretamente com muita frequência, o macaco-vervet aprenderá a ignorar a chamada análoga de sua própria espécie também.

## Feromônios de alarme
Os sinais de alarme não precisam ser comunicados apenas por meios auditivos. Por exemplo, muitos animais podem usar sinais de alarme quimiossensoriais, comunicados por substâncias químicas conhecidas como feromônios. Alguns peixes, como bagres, liberam feromônios de alarme (Schreckstoff [en]) quando feridos, que fazem com que peixes próximos se escondam em cardumes densos próximos ao fundo. Pelo menos duas espécies de peixes de água doce produzem substâncias químicas conhecidas como pistas de distúrbio, que iniciam uma defesa antipredador coordenada ao aumentar a coesão do grupo em resposta a predadores piscívoros.
A comunicação química [en] sobre ameaças também é conhecida entre plantas, embora seja debatido até que ponto essa função foi reforçada por seleção real. Feijões-de-lima liberam sinais químicos voláteis que são recebidos por plantas próximas da mesma espécie quando infestadas por ácaros. Essa 'mensagem' permite que as receptoras se preparem ativando genes de defesa, tornando-as menos vulneráveis ao ataque, e também atraindo outra espécie de ácaro que é predadora dos ácaros (defesa indireta). Embora seja concebível que outras plantas apenas interceptem uma mensagem destinada principalmente a atrair "guarda-costas", algumas plantas propagam esse sinal para outras, sugerindo um benefício indireto por meio do aumento da aptidão inclusiva [en].
Sinais químicos de alarme enganosos também podem ser usados. Por exemplo, a batata selvagem da espécie Solanum berthaultii emite o feromônio de alarme de pulgões, (E)-β-farneceno, de suas folhas, que funciona como um repelente contra o pulgão-verde-do-pessegueiro, Myzus persicae.